# Гаряча точка біорізноманіття
Точка біорізноманіття — це біогеографічний регіон зі значним рівнем біорізноманіття, якому загрожує житло людини.  
Норман Майерс писав про цю концепцію у двох статтях у «The Environmentalist»(1988),  та 1990 р.  переглянутих після ретельного аналізу Майерсом та іншими «Hotspots: біологічно найбагатші та найбільш зникаючі наземні екорегіони Землі»  та стаття, опублікована в журналі Nature. 
Щоб кваліфікуватися як точка біорізноманіття на випуску карти гарячих точок Myers 2000, регіон повинен відповідати двом суворим критеріям: він повинен містити щонайменше 0,5% або 1500 видів судинних рослин як ендеміків, і він повинен втратити принаймні 75% її первинної рослинності.  У всьому світі за цим визначенням кваліфікуються 36 областей.  Ці місця підтримують близько 60% рослин в світі, птахів, ссавців, рептилій і амфібій видів, з дуже високою часткою тих видів, як ендеміків. Деякі з цих гарячих точок підтримують до 15 000 ендемічних видів рослин, а деякі втратили до 95% свого природного середовища існування. 
Гарячі точки біорізноманіття розміщують свої різноманітні екосистеми лише на 2,4% поверхні планети  однак площа, визначена як гаряча точка, охоплює набагато більшу частку суші. Оригінальні 25 гарячих точок охоплювали 11,8% площі суші Землі.  Загалом, нинішні гарячі точки охоплюють понад 15,7% площі суші, але втратили близько 85% свого місця проживання.  Ця втрата середовища існування пояснює, чому приблизно 60% земного життя у світі живе лише на 2,4% площі суші.

## Ініціативи щодо збереження точки доступу
Зараз захищений лише невеликий відсоток від загальної площі земель у гарячих точках біорізноманіття. Кілька міжнародних організацій багато в чому працюють над збереженням гарячих точок біорізноманіття.
- Фонд критичного екосистемного партнерства (CEPF) - це глобальна програма, яка передбачає фінансування та технічну допомогу неурядовим організаціям та участь у захисті найбагатших регіонів рослинного та тваринного різноманіття Землі, включаючи: гарячі точки біорізноманіття, зони пустелі з високим біорізноманіттям та важливі морські регіони.
- Всесвітній фонд природи створив систему під назвою «Глобальний 200 екорегіонів», метою якої є вибір пріоритетних екорегіонів для збереження в кожному з 14 наземних, 3 прісноводних та 4 морських середовищ існування. Їх вибирають за видовим багатством, ендемізмом, таксономічною унікальністю, незвичними екологічними чи еволюційними явищами та глобальною рідкістю. Усі гарячі точки біорізноманіття містять принаймні один глобальний екорегіон 200.
- Birdlife International визначила 218 «ендемічних районів для птахів» (EBA), кожна з яких містить два або більше видів птахів, які більше ніде не зустрічаються. Birdlife International визначила понад 11 000 важливих районів для птахів  всьому світі.
- Міжнародний фонд рослинництва координує декілька країн світу з метою виявлення важливих рослинних районів.
- Альянс за нульове вимирання - це ініціатива багатьох наукових організацій та природоохоронних груп, які співпрацюють з метою зосередження уваги на найбільш загрозливих ендемічних видах світу. Вони виявили 595 місць, включаючи багато важливих районів для птахів Birdlife .
- Національне географічне товариство підготувало світову карту [9] гарячих точок та фігури та метадані ArcView для гарячих точок біорізноманіття [10] включаючи деталі окремої фауни, що перебуває під загрозою зникнення, у кожній гарячій точці, яку можна отримати від Міжнародної консерваційної організації. [11]

Під впливом цього центральний уряд Індії прибув новий орган під назвою CAMPA (Управління та планування фондів компенсаційних лісів) для контролю знищення лісів та біологічних плям в Індії.

## Розподіл за регіонами
Північна та Центральна Америка

Гарячі точки біорізноманіття. Оригінальна пропозиція зеленим кольором та додані регіони синім кольором.

- Флористична провінція Каліфорнії (8)
- Лісові сосново-дубові ліси (26)
- Месоамерика (2)
- Північноамериканська прибережна рівнина (36) [12] [13]

Карибський басейн
- Карибські острови (3)

Південна Америка
- Атлантичний ліс (4)
- Серрадо (6)
- Чилійські зимові дощово-вальдивійські ліси (7)
- Тумбес – Чоко – Магдалина (5)
- Тропічні Анди (1)

Європа та Західна Азія
- Середземноморський басейн (14)
- Кавказ (15)
- Ірано-анатолійський (30)

Африка
- Флористичний регіон мису (12)
- Прибережні ліси Східної Африки (10)
- Східний Афромонтан (28)
- Гвінейські ліси Західної Африки (11)
- Африканський ріг (29)
- Мадагаскар та острови Індійського океану (9)
- Мапуталенд-Пондоланд-Олбані (27)
- Соковитий Кару (13)

Середня Азія
- Гори Середньої Азії (31)

Південна Азія
- Східна Гімалаї (32)
- Індо-Бірма, Індія та М’янма (19)
- Західні Гати та Шрі-Ланка (21)

Південно-Східна Азія та Азіатсько-Тихоокеанський регіон
- Східно-Меланезійські острови (34)
- Нова Каледонія (23)
- Нова Зеландія (24)
- Філіппіни (18)
- Полінезія-Мікронезія (25)
- Помірні ліси Східної Австралії (35)
- Південно-західна Австралія (22)
- Сандалендські та Нікобарські острови Індії (16)
- Валлеса (17)

Східна Азія
- Японія (33)
- Гори Південно-Західного Китаю (20)

## Критика «гарячих точок»
Високий рівень підходу до гарячих точок біорізноманіття призвів до певної критики. Такі документи, як Kareiva & Marvier (2003)   стверджували, що гарячі точки біорізноманіття:
- Не відображають належним чином інші форми видового багатства (наприклад, загальне видове багатство або видову загрозу).
- Не представляє належним чином таксони, крім судинних рослин (наприклад, хребетні або гриби).
- Не захищає гарячі точки меншого масштабу.
- Не дозволяє змінювати схему землекористування. Гарячі точки представляють регіони, які зазнали значних втрат середовища існування, але це не означає, що вони постійно втрачають місця існування. З іншого боку, регіони, які є відносно цілими (наприклад, басейн Амазонки), зазнали відносно невеликих втрат земель, але в даний час втрачають середовище існування з надзвичайною швидкістю.
- Не захищає екосистемні послуги.
- Не враховує філогенетичне різноманіття. [15]

Нещодавня серія статей вказує на те, що точки доступу до біорізноманіття (і багато інших пріоритетних регіонів) не стосуються поняття витрат.  Метою гарячих точок біорізноманіття є не просто визначити регіони, що мають велику цінність біорізноманіття, а визначити пріоритетні витрати на збереження. Визначені регіони включають деякі з розвинених країн світу (наприклад, Каліфорнійська флористична провінція), а також інші країни, що розвиваються (наприклад, Мадагаскар). Вартість землі, можливо, варіюватиметься в цих регіонах на порядок чи більше, але позначення точки доступу до біорізноманіття не враховують важливості збереження цієї різниці. Однак наявні ресурси для збереження також, як правило, змінюються таким чином.

## Подальше читання
- Виділений випуск «Філософських транзакцій В» про гарячі точки біорізноманіття. Деякі статті знаходяться у вільному доступі.
- Spyros Sfenthourakis, Anastasios Legakis: Гарячі точки ендемічних наземних безхребетних у Південній Греції . Kluwer Academic Publishers, 2001